# مری پوپلین
مری پوپلین (به‌فرانسوی: Marie Popelin‎؛ زاده ۱۶ دسامبر ۱۸۴۶ – درگذشته ۵ ژوئن ۱۹۱۳) یک وکیل اهل بلژیک و مبارز سیاسی و فمینیست اولیه بود. پوپلین با ایزابل گاتی دی گاموند در توسعه آموزش زنان همکاری کرد و در سال ۱۸۸۸ اولین زن بلژیکی بود که دکترای حقوق گرفت.

## زندگی
مری پوپلین در ۱۶ دسامبر سال ۱۸۴۶ در بروکسل بلژیک به دنیا آمد. او در ابتدا کار در حرفه آموزش را دنبال کرد و به تدریس در اولین دبیرستان دخترانه بلژیک، مشغول شد. اما در سن ۳۷ سالگی، نظر او تغییر کرد و تصمیم گرفت به جای آن در رشته حقوق تحصیل کند.
پوپلین زمانی که در سال ۱۸۸۸ با مدرک حقوق از دانشگاه آزاد بروکسل (ULB) فارغ‌التحصیل شد، زمینه جدیدی را برای زنان در بلژیک ایجاد کرد.

## قضیه پوپلین
علیرغم صلاحیت‌هایش، او به دلیل جنسیتش از پذیرش در وکالت محروم شد، نتیجه‌ای که او در دادگاه ناموفق بود. این بی‌عدالتی که به «قضیه پوپلین» معروف شد، به جنبش فمینیستی در حال رشد بلژیک کمک کرد و پوپلین به یک پیشگام در مبارزه برای برابری جنسیتی تبدیل شد.

## کنشگری
پس از عدم پذیرش عضویت او در وکالت، پوپلین به عنوان رهبر لیگ بلژیک برای حقوق زنان به فعالیت فعالی ادامه داد.
پوپلین در سال ۱۸۹۲ که به دلیل طرد ناعادلانه‌اش آبدیده شده بود، لیگ بلژیک برای حقوق زنان، اولین سازمان ساختاریافته فمینیستی کشور را تأسیس کرد. او برای حمایت از حقوق زنان به سراسر جهان سفر کرد و در سال ۱۹۰۵ شورای ملی زنان بلژیک (شورای ملی زنان بلژیک) را تأسیس کرد که در خدمت متحد کردن گروه‌های فمینیستی از سراسر کشور بود.
او در سال ۱۹۱۳ بدون اینکه در شغل وکالت پذیرفته شود درگذشت.
به لطف تلاش‌های خستگی ناپذیر پوپلین، بلژیک سرانجام در سال ۱۹۲۲ به زنان اجازه داد تا وکالت کنند.